# Albon (Adelsgeschlecht)

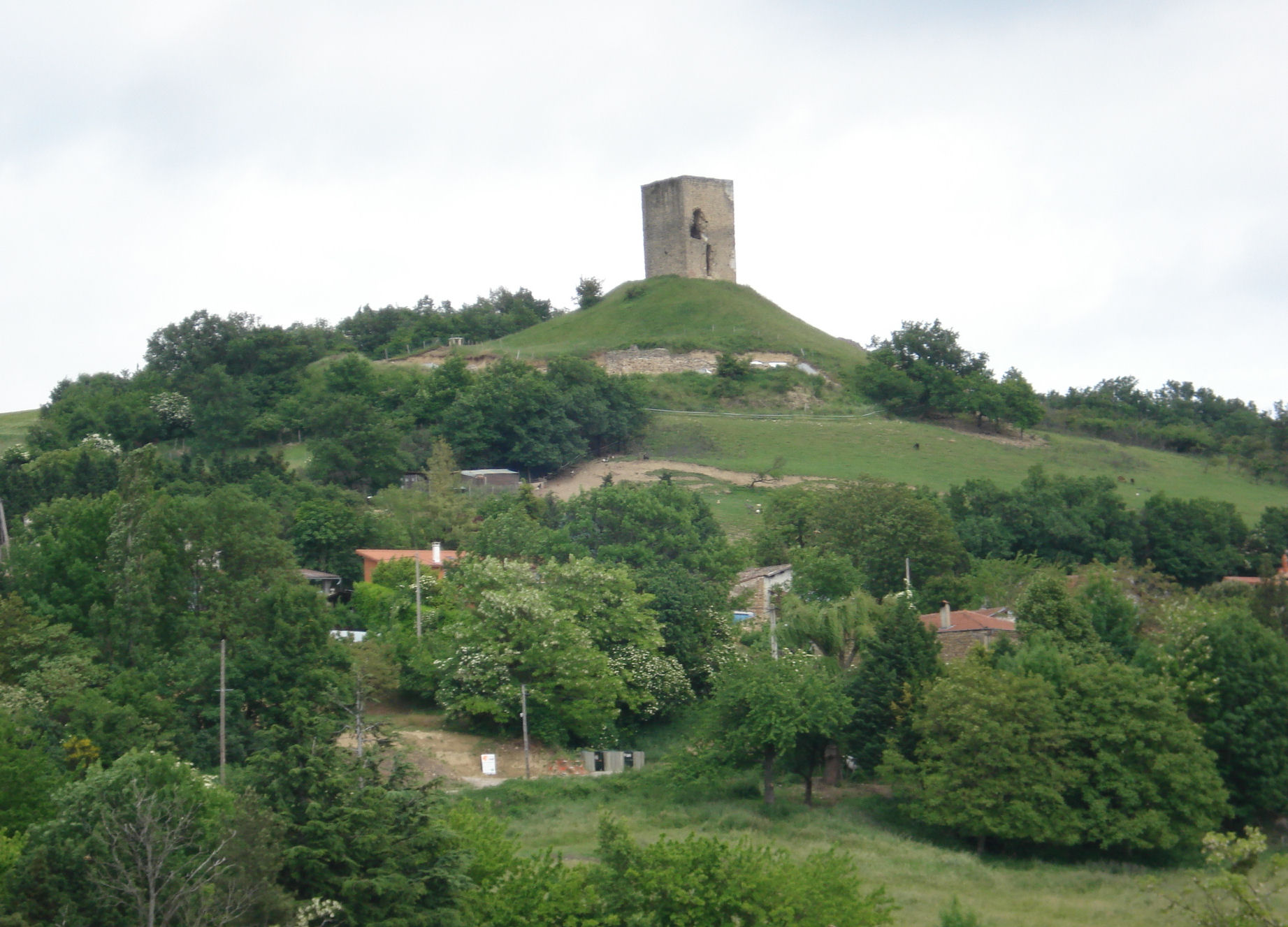
Turm der Burg Albon

Albon war eine Familie des burgundischen Adels, der Mitte des 12. Jahrhunderts vom Erzbischof von Vienne der südliche Teil der bisherigen Grafschaft Vienne als Grafschaft Albon übertragen wurde, aus der sich die Dauphiné entwickelte.  
Guigues I. der Alte entstammte wohl niederem Adel, doch konnte er umfangreiche Herrschaften zwischen Rhone und Alpen an sich bringen. Er wurde 1016 als Graf von Moirans erwähnt, 1027 von Champsaur, 1035 als Graf von Oisans, 1050 von Grésivaudan und 1053 von Briançonnais. 1070 erlangte er Besitztümer im Tal des Oulx. Sein wachsender Einfluss ermöglichte es ihm, Familienmitglieder als Bischöfe in Grenoble und Valence zu installieren. Den Titel Graf von Albon führte aber erst Guigues II. ab 1079, der auch Graf von Grenoble war. Den Titel Dauphin von Viennois nahm erstmals um 1134 Guigues IV. an. Durch Heirat kam die Familie darüber hinaus 1097 in den Besitz der Grafschaft Forez.
Der ältere Zweig der Familie, die Grafen („Dauphins“) von Viennois, starb 1228 aus. Den Titel des Dauphin von Viennois übernahm 1228 infolge der Heirat der Erbtochter Beatrix das Ältere Haus Burgund, ein Zweig der Kapetinger, von dem er 1349 an das ebenfalls kapetingische Haus Valois abgetreten wurde, das damals mit Philipp VI. die neue Königslinie bildete. Seither wurde er als Dauphin de France zum Titel des jeweiligen französischen Kronprinzen. 
Der jüngere Zweig, die Grafen von Forez, erlosch 1373. Ein jüngster Zweig regierte von 1272 bis 1400 die Herrschaft Beaujeu (im heutigen Beaujolais).

## Stammliste

Wappen Guigues' IV. von Albon mit dem gekrümmten Delphin (dauphin)

1. Guigues I. der Alte, erhielt die Grafschaft Albon, den südlichen Teil der bisherigen Grafschaft Vienne, vor 1044–nach 1063
  1. Guigues II. der Fette, Graf von Grenoble vor 1063–nach 1080, Graf von Albon ab 1079
    1. Guigues III. der Graf, erster Graf von Viennois vor 1080–nach 1098
      1. Guigues IV. der Delfin (Le Dauphin) († 1142)
        1. Guigues V. Dauphin, Graf von Viennois 1142–1162
          1. Beatrix, Gräfin von Viennois 1162–1228, ⚭ Hugo III., Herzog von Burgund − 1228 Übergang der Dauphiné an das Ältere Haus Burgund

        2. Marchise ⚭ Robert III. Graf von Auvergne (Haus Auvergne)

    2. Guiges-Raymond († 1109) ⚭ Ida-Raimunde, 1097 Erbin von Forez, Tochter von Artaud, dem letzten Grafen von Lyon
      1. Guigues I. († 1138), Graf von Lyon und Forez 1107; ⚭ Alix oder Marie de Beaujeu, Tochter von Guichard III. (Haus Beaujeu)
        1. Guigues II., († 1226), Graf von Lyon und Forez 1138–1198
          1. Guigues III., († 1203), Graf von Lyon und Forez 1198
            1. Guigues IV. († 1241) 1203 Graf von Forez, (durch Heirat:) Graf von Nevers, Auxerre und Tonnerre 1226, ⚭ Mathilde von Courtenay, Gräfin von Nevers, Auxerre und Tonnerre
              1. Guigues V., († 1259), Graf von Forez 1241
              2. Rainald (Renaud), († 1270), Graf von Forez 1259; ⚭ Isabelle de Beaujeu,  † 1297, Tochter von Humbert V. de Beaujeu (Haus Beaujeu)
                1. Guigues VI., († vor 1288), Graf von Forez 1270
                  1. Johann I., († 1333), Graf von Forez vor 1288; ⚭ Alix, Tochter von Humbert I., Dauphin von Viennois (Haus La Tour-du-Pin)
                    1. Guigues VII., († 1360) Graf von Forez 1333 ⚭ Johanna von Bourbon, Tochter des Herzogs Ludwig I., Gräfin von Forez 1373–1382
                      1. Ludwig († 1361), Graf von Forez 1360,
                      2. Johann II. († 1373) Graf von Forez 1361,
                      3. Johanna († 1366) ⚭ Berald II. Dauphin von Auvergne († 1399) (Haus Auvergne)
                        1. Anna († 1416) Gräfin von Forez 1382–1416, ⚭ Ludwig II. Herzog von Bourbon († 1410)

                    2. Renaud, Herr von Maleval, ⚭ Margarete von Savoyen-Achaia

                2. Louis I. († 1295), 1272 Seigneur de Beaujeu; ⚭ 1270 Eleonore von Savoyen, † 1296, Tochter von Graf Thomas II.
                  1. Guichard VI. († 1331) 1295 Seigneur de Beaujeu; ⚭ I 1300 Johanna von Genf, † 1303, Tochter von Amadeus II., Graf von Genf; ⚭ II 1309 Marie de Chatillon, Tochter von Gaucher V. de Châtillon, Connétable von Frankreich; ⚭ III 1320 Jeanne de Châteauvillain, Dame de Semur-en-Brionnais (Maison de Broyes)
                    1. Édouard I. de Beaujeu (* 1316 † 1351) 1331 Seigneur de Beaujeu, 1347 Marschall von Frankreich; ⚭ 1333 Marie de Thil, † 1360
                      1. Antoine de Beaujeu (* 1343 † 1374), Seigneur de Beaujeu; ⚭ 1362 Béatrice de Châlon, Dame de Broyes

                    2. Guichard ⚭ Marguerite de Poitiers, Tochter von Louis I. (X 1345), Comte de Valentinois et de Diois (Haus Poitiers-Valentinois)
                      1. Édouard II. (* 1351 † 1400), 1374 Seigneur de Beaujeu ⚭ 1370 Eléonore, Gräfin von Beaufort-en-Vallée, Vizegräfin von Turenne, Tochter von Guillaume Roger III. (Haus Rogier de Beaufort); da die Ehe kinderlos blieb, vermachte Édouard II. Beaujeu an Louis de Bourbon, dem jüngeren Sohn des Herzogs Louis II. de Bourbon.